# Людовік Вальтер
Людовік Вальтер (фр. Ludovic Walter; нар. 1 січня 1983) — колишній французький тенісист.
Найвищу одиночну позицію світового рейтингу — 279 місце досяг 30 січня 2012, парну — 335 місце — 29 вересня 2008 року.

## Фінали ATP Челленджер і ITF Ф'ючерс

### Одиночний розряд: 10 (3–7)
| Легенда              |
| -------------------- |
| ATP Челленджер (0–0) |
| ITF Ф'ючерс (3–7)    |

| Фінали за покриттям |
| ------------------- |
| Тверде (2–5)        |
| Ґрунт (0–0)         |
| Трава (0–0)         |
| Килим (1–2)         |

| Результат | В-П | Дата     | Турнір                        | Рівень  | Покриття | Суперник         | Рахунок             |
| --------- | --- | -------- | ----------------------------- | ------- | -------- | ---------------- | ------------------- |
| Поразка   | 0–1 | Бер 2007 | Канада F3, Rock-Forest        | Ф'ючерс | Тверде   | Фредерік Ніємеєр | 6–4, 3–6, 6–7(0–7)  |
| Поразка   | 0–2 | Чер 2007 | Туреччина F6, Стамбул         | Ф'ючерс | Тверде   | Декел Валтзер    | 3–6, 6–7(4–7)       |
| Поразка   | 0–3 | Січ 2008 | Австрія F2, Зальцбург         | Ф'ючерс | Килим    | Петер Гойовчик   | 6–4, 6–7(4–7), 0–6  |
| Поразка   | 0–4 | Вер 2008 | Іспанія F35, Мадрид           | Ф'ючерс | Тверде   | Григор Димитров  | 4–6, 4–6            |
| Поразка   | 0–5 | Жов 2009 | Іспанія F16, Сарргемін        | Ф'ючерс | Килим    | Міхел Конінґ     | 6–7(5–7), 3–6       |
| Перемога  | 1–5 | Чер 2010 | Іспанія F20, Тенерифе         | Ф'ючерс | Килим    | Міхаель Ламмер   | 4–6, 6–3, 7–6(7–4)  |
| Поразка   | 1–6 | Вер 2010 | Франція F13, Баньєр-де-Бігорр | Ф'ючерс | Тверде   | Грегуар Бюрк'є   | 3–6, 6–7(4–7)       |
| Поразка   | 1–7 | Вер 2010 | Франція F15, Плезір           | Ф'ючерс | Тверде   | Клеман Ре        | 6–2, 6–7(8–10), 2–6 |
| Перемога  | 2–7 | Гру 2011 | Туреччина F33, Анталія        | Ф'ючерс | Тверде   | Алдін Шеткич     | 6–2, 6–4            |
| Перемога  | 3–7 | Гру 2011 | Туреччина F34, Анталія        | Ф'ючерс | Тверде   | Бой Вестергоф    | 6–4, 6–4            |

### Парний розряд: 18 (7–11)
| Легенда              |
| -------------------- |
| ATP Челленджер (0–1) |
| ITF Ф'ючерс (7–10)   |

| Фінали за покриттям |
| ------------------- |
| Тверде (4–10)       |
| Ґрунт (1–1)         |
| Трава (0–0)         |
| Килим (2–0)         |

| Результат | В-П  | Дата     | Турнір                      | Рівень     | Покриття | Партнер              | Суперники                           | Рахунок                      |
| --------- | ---- | -------- | --------------------------- | ---------- | -------- | -------------------- | ----------------------------------- | ---------------------------- |
| Поразка   | 0–1  | Жов 2006 | Мексика F16, Сьюдад Обрегон | Ф'ючерс    | Тверде   | Стівен Амрітрадж     | Рафаел Дюрек Карлос Паленсія        | 7–5, 3–6, 4–6                |
| Перемога  | 1–1  | Вер 2007 | Іспанія F34, Мостолес       | Ф'ючерс    | Тверде   | Жеремі Бланден       | А. Алонсо-Кампос К. Рексач-Ітоїс    | 6–3, 7–5                     |
| Перемога  | 2–1  | Лют 2008 | Франція F2, Фешероль        | Ф'ючерс    | Тверде   | Тома Оже             | Ромен Жуан Матьє Родрігес           | 6–3, 6–4                     |
| Поразка   | 2–2  | Лют 2008 | Італія F2, Тренто           | Ф'ючерс    | Тверде   | Ксав'є Одуа          | Паоло Лоренці Джанкарло Петраццуоло | 3–6, 6–4, [8–10]             |
| Поразка   | 2–3  | Бер 2008 | Франція F4, Лілль           | Ф'ючерс    | Тверде   | Ксав'є Одуа          | Тома Оже Ніколя Турт                | 2–6, 5–7                     |
| Перемога  | 3–3  | Тра 2008 | Велика Британія F7, Борнмут | Ф'ючерс    | Ґрунт    | Кен Скупскі          | Едвард Сітор Денієл Сметгерст       | 7–6(7–2), 2–6, [10–6]        |
| Перемога  | 4–3  | Чер 2008 | Ірландія F1, Дублін         | Ф'ючерс    | Килим    | Бред Померой         | Харш Манкад Ашутош Сінгх            | 7–6(7–4), 6–4                |
| Перемога  | 5–3  | Лип 2008 | Туреччина F8, Стамбул       | Ф'ючерс    | Тверде   | Валентен Санон       | Сімон Ковар Клеман Ре               | 4–6, 7–6(7–5), [10–8]        |
| Перемога  | 6–3  | Вер 2008 | Іспанія F34, Мадрид         | Ф'ючерс    | Тверде   | Д. Канудас-Фернандес | Х. Чека Кальво Александрос Якуповіч | 7–6(8–6), 6–4                |
| Поразка   | 6–4  | Вер 2008 | Іспанія F35, Мадрид         | Ф'ючерс    | Тверде   | Д. Канудас-Фернандес | Х. Чека Кальво Александрос Якуповіч | 6–2, 3–6, [8–10]             |
| Поразка   | 6–5  | Тра 2009 | Словенія F1, Домжале        | Ф'ючерс    | Ґрунт    | Ш-А Брезак           | Нільс Ланґер А. Домінгес            | 1–6, 1–6                     |
| Поразка   | 6–6  | Сер 2009 | Ізраїль F4 Рамат-га-Шарон   | Ф'ючерс    | Тверде   | Амір Вайнтрауб       | Джон-Пол Фруттеро Дж.Д. Джонс       | 2–6, 6–4, [5–10]             |
| Поразка   | 6–7  | Вер 2009 | Іспанія F31 Мостолес        | Ф'ючерс    | Тверде   | Жеремі Бланден       | Д. Канудас-Фернандес Комлаві Логло  | 6–7(5–7), 6–7(2–7)           |
| Перемога  | 7–7  | Січ 2010 | Німеччина F3, Каарст        | Ф'ючерс    | Килим    | Майк Шайдвайлер      | Даніель Данилович Павел Шнобел      | 7–6(12–10), 6–7(6–8), [10–4] |
| Поразка   | 7–8  | Бер 2010 | Велика Британія F3, Тіптон  | Ф'ючерс    | Тверде   | Олів'є Шарруен       | Каміл Чапкович Андрей Мартін        | 0–6, 2–6                     |
| Поразка   | 7–9  | Кві 2010 | Korea F1, Соґвіпхо          | Ф'ючерс    | Тверде   | Гарі Лугассі         | Ан Че Сун Лі Чул Хі                 | 6–7(7–9), 5–7                |
| Поразка   | 7–10 | Чер 2010 | Іспанія F19, Лансароте      | Ф'ючерс    | Тверде   | Міхаель Ламмер       | Жуан Соуза Г. Руменов Паяков        | 6–7(4–7), 0–6                |
| Поразка   | 7–11 | Вер 2011 | Бангкок, Таїланд            | Челленджер | Тверде   | Ніколас Монро        | П'єрр-Людовік Дюкло Ріккардо Гедін  | 4–6, 4–6                     |